# 本田仁海
本田 仁海（ほんだ ひとみ、1999年7月27日 - ）は、神奈川県横浜市出身のプロ野球選手（投手）。右投左打。オリックス・バファローズ所属。

## 経歴

### プロ入り前
大和市立北大和小学校1年生時に、地元の北大和ドリームスで野球を始め、5年生時から本格的に投手を始めた。つきみ野中学校時代は、同校の軟式野球部に所属した。
高校は星槎国際高等学校湘南に入学。入学当初の本田は体重55kg・ストレートの球速は125km/h程度で、2011年に創部したばかりで本田の入学（2015年）当時は主だった実績のなかった同校野球部の中でも、Bチームの補欠という立場だった。同校野球部監督の土屋恵三郎も、中3の視察時から高校入学直後頃の本田の印象について「真面目そうだが、元気がない」「特徴のない子で、いつ辞めるかなという感じだった」と語っている。1年夏にはベンチ入りを果たし公式戦で1イニングの登板を経験した。1年冬に土屋の指導で、野球を始めて以来ずっとスリークォーターであった投球フォームをオーバースローに変更するとこれが奏効し、2年春には背番号1を獲得した。2年夏には創部初の4回戦進出、2年秋には同じく県ベスト8に貢献。この頃には球速は146km/hまで伸び、プロスカウトからも注目される存在となった。3年春は準々決勝で前年秋県大会優勝の慶應義塾高に6安打1失点11奪三振の完投勝利でベスト4。しかし最後の3年夏は県5回戦で敗退し、甲子園初出場は果たせなかった。最終的に、3年夏には球速が149km/hに達した。
2017年10月26日に行われたドラフト会議では、オリックス・バファローズから4位指名を受け、契約金4000万円、年俸500万円（金額は推定）という条件で、星槎国際高校出身者としては初めてのプロ野球選手になった。背番号は46。担当スカウトの由田慎太郎は、土屋が桐蔭学園高校の硬式野球部で監督を務めていた時期の教え子である。

### オリックス時代
2018年5月24日、ウエスタン・リーグの阪神タイガース戦で公式戦初登板。その後はこの試合も含め、二軍で5試合に登板したが、8月の実戦登板中に右肘に違和感を感じ、検査を受けると疲労骨折が判明した。9月21日に右肘疲労骨折部の固定手術を受け、10月9日に球団から戦力外通告を受けた。球団は本田を治療に専念させるため、育成選手契約を提示する方針であり、11月20日に育成選手契約を締結。推定年俸は500万円、背番号は124となった。
2019年1月にテニスボールを使ったスローイングを開始したが、後に本人が「10mほどの距離で、ほんの軽く10球くらい投げただけでも筋肉痛になりました。投げ方もわからなくなっていて、すごく変な感じでした」と振り返ったように、投球フォームの再構築が必要な状況であった。他の投手の映像を参考にして投球フォームの再構築に取り組み、特に左足の上げ方はチームメイトの山本由伸を真似た。また、リハビリ期間では地道なトレーニングに取り組み、4月27日の広島東洋カープとの二軍戦で実戦復帰を果たすと、6月2日の二軍戦で自己最速となる154km/hを計測。二軍では11試合に登板し、0勝3敗1セーブ・防御率1.61と順調な回復をアピールすると、7月25日に支配下選手登録となり、背番号は96へ変更となった。この年の一軍デビューは果たせなかったものの、二軍では17試合の登板で2勝4敗2セーブ・防御率2.37を記録。また、シーズン終了後の10月26日には、プレミア12へ出場する日本代表との練習試合で先発を任されるなど、球団からの期待は大きく、11月11日の契約更改では、現状維持となる推定年俸500万円でサインしたと共に、背番号を入団当初の46に戻すことが発表された。
2020年は新型コロナウイルスの影響で開幕延期・120試合制の短縮シーズンとなったが、二軍では14試合に登板して4勝5敗・防御率4.12という成績を残し、11月1日の北海道日本ハムファイターズ戦でプロ初登板初先発。味方の2失策でリズムを崩したこともあり、4回8安打4四球2奪三振7失点（自責点3）という内容で敗戦投手となった。この年の一軍登板は前述の1試合のみであり、オフに現状維持となる推定年俸500万円で契約を更改した。
2021年も開幕を二軍で迎えたが、山岡泰輔の離脱を受け、二軍では10試合（8先発）の登板で1勝6敗・防御率4.11という成績ながら、7月6日の東北楽天ゴールデンイーグルス戦でシーズン初登板初先発。5回2失点で勝敗は付かず、登板機会が無くなったことで7月10日に出場選手登録を抹消された。同15日に開催されたフレッシュオールスターに選出されており、当日は4番手として1イニングを無失点に抑えた。その後は9月20日の埼玉西武ライオンズ戦で一軍での先発機会を得たが、4回2/3を6失点で敗戦投手となり、翌21日に登録抹消。そのまま二軍でシーズンを終え、この年は2試合の先発登板で0勝1敗・防御率7.45という成績であった。オフに現状維持となる推定年俸500万円で契約を更改した。
2022年は春季キャンプを一軍でスタートし、練習試合では先発としてアピールしていたが、オープン戦に入るとリリーフとして起用され、初の開幕一軍をリリーフとして迎えた。5月8日の楽天戦でプロ初ホールドを挙げると、同15日の千葉ロッテマリーンズ戦でプロ初セーブ、同17日の日本ハム戦では自己最速を更新する158km/hを計測してプロ初勝利と3登板連続で“プロ初”を記録。その後は9月に2週間ほど二軍再調整期間がありながらも、この年は42試合の登板で2勝3敗14ホールド2セーブ・防御率3.50を記録し、チームのリーグ連覇に貢献。福岡ソフトバンクホークスとのCSファイナルステージ、東京ヤクルトスワローズとの日本シリーズにも登板し、チーム26年ぶりの日本一の原動力となったリリーフ陣の一角をポストシーズンでも担った。オフに1700万円増となる推定年俸2200万円で契約を更改した。
2023年も開幕を一軍で迎え、6月2日の中日ドラゴンズ戦を終えた時点では20試合に登板し、1勝0敗7ホールド・防御率2.82を記録していたが、続く同8日の読売ジャイアンツ戦では同点の延長10回表に登板するも、2被弾6失点で敗戦投手。試合後には本田に殺害予告が届き、球団が対応を協議する事態となった。6月14日の阪神戦では4回裏二死三塁という場面から登板するも、四球と二塁打で追加点を許すなど、1回1/3を投げて1失点であり、翌15日に出場選手登録を抹消された。6月25日に再登録されるも、7月23日の日本ハム戦では3連打を浴びた後、アリエル・マルティネスに満塁ホームランを打たれ、1アウトも奪えずに降板。続く同26日のソフトバンク戦でも1回2安打2四球2失点と振るわず、翌27日に出場選手登録を抹消された。9月6日に再登録され、同日の西武戦では1点ビハインドの4回表からロングリリーフを務めたが、3回2失点で交代し、翌7日に登録抹消。6月以降は10試合の登板で防御率11.68と苦しみ、この年は28試合の登板で2勝1敗7ホールド・防御率6.34という成績であった。オフの契約更改では現状維持の推定年俸2200万円でサイン。また、右肘の靭帯を損傷していたことを明かした。
2024年3月30日の練習試合で実戦復帰。5月6日に出場選手登録されると、一時はセットアッパーを務めるなど、交流戦終了時点では15試合に登板し、2勝0敗7ホールド・防御率1.17を記録していた。ただ、リーグ戦再開後は3試合に登板して計5失点。17打者で8安打と打ち込まれ、7月5日に出場選手登録を抹消された。同30日に再登録され、5試合に登板して無失点に抑えていたが、8月26日に登録抹消。10月1日に再登録されたが、登板機会がないままシーズンを終え、この年は23試合の登板で2勝0敗9ホールド・防御率2.86を記録し、オフに400万円増となる推定年俸2600万円で契約を更改した。

## 選手としての特徴・人物
最速158km/hのストレートが武器。変化球は縦横2種類のスライダー、カーブ、フォークを有する。
愛称は「ひとみちゃん」。

## 詳細情報

### 年度別投手成績
| 年 度     | 球 団      | 登 板 | 先 発 | 完 投 | 完 封 | 無 四 球 | 勝 利 | 敗 戦 | セ 丨 ブ | ホ 丨 ル ド | 勝 率 | 打 者 | 投 球 回 | 被 安 打 | 被 本 塁 打 | 与 四 球 | 敬 遠 | 与 死 球 | 奪 三 振 | 暴 投 | ボ 丨 ク | 失 点 | 自 責 点 | 防 御 率 | W H I P |
| --------- | ---------- | ----- | ----- | ----- | ----- | -------- | ----- | ----- | -------- | ----------- | ----- | ----- | -------- | -------- | ----------- | -------- | ----- | -------- | -------- | ----- | -------- | ----- | -------- | -------- | ------- |
| 2020      | オリックス | 1     | 1     | 0     | 0     | 0        | 0     | 1     | 0        | 0           | .000  | 24    | 4.0      | 8        | 0           | 4        | 0     | 0        | 2        | 0     | 0        | 7     | 3        | 6.75     | 3.00    |
| 2021      | オリックス | 2     | 2     | 0     | 0     | 0        | 0     | 1     | 0        | 0           | .000  | 45    | 9.2      | 13       | 2           | 5        | 0     | 0        | 4        | 0     | 0        | 8     | 8        | 7.45     | 1.86    |
| 2022      | オリックス | 42    | 0     | 0     | 0     | 0        | 2     | 3     | 2        | 14          | .400  | 186   | 43.2     | 39       | 3           | 16       | 1     | 4        | 40       | 1     | 0        | 18    | 17       | 3.50     | 1.26    |
| 2023      | オリックス | 28    | 0     | 0     | 0     | 0        | 2     | 1     | 0        | 7           | .667  | 145   | 32.2     | 36       | 5           | 12       | 2     | 0        | 34       | 2     | 0        | 23    | 23       | 6.34     | 1.47    |
| 2024      | オリックス | 23    | 0     | 0     | 0     | 0        | 2     | 0     | 0        | 9           | 1.000 | 92    | 22.0     | 21       | 1           | 5        | 0     | 1        | 21       | 1     | 1        | 7     | 7        | 2.86     | 1.18    |
| 通算：5年 | 通算：5年  | 96    | 3     | 0     | 0     | 0        | 6     | 6     | 2        | 30          | .500  | 492   | 112.0    | 117      | 11          | 42       | 3     | 5        | 101      | 4     | 1        | 63    | 58       | 4.66     | 1.42    |

- 2024年度シーズン終了時

### 年度別守備成績
| 年 度 | 球 団      | 投手  | 投手  | 投手  | 投手  | 投手  | 投手     |
| 年 度 | 球 団      | 試 合 | 刺 殺 | 補 殺 | 失 策 | 併 殺 | 守 備 率 |
| ----- | ---------- | ----- | ----- | ----- | ----- | ----- | -------- |
| 2020  | オリックス | 1     | 0     | 0     | 0     | 0     | ----     |
| 2021  | オリックス | 2     | 0     | 1     | 0     | 0     | 1.000    |
| 2022  | オリックス | 42    | 2     | 7     | 0     | 0     | 1.000    |
| 2023  | オリックス | 28    | 0     | 4     | 0     | 0     | 1.000    |
| 2024  | オリックス | 23    | 3     | 1     | 0     | 0     | 1.000    |
| 通算  | 通算       | 96    | 5     | 13    | 0     | 0     | 1.000    |

- 2024年度シーズン終了時

### 記録
初記録
- 初登板・初先発登板：2020年11月1日、対北海道日本ハムファイターズ23回戦（札幌ドーム）、4回7失点（自責点3）で敗戦投手
- 初奪三振：同上、3回裏に渡邉諒から空振り三振
- 初ホールド：2022年5月8日、対東北楽天ゴールデンイーグルス6回戦（京セラドーム大阪）、7回表に4番手で救援登板、1回無失点
- 初セーブ：2022年5月15日、対千葉ロッテマリーンズ9回戦（京セラドーム大阪）、9回表に4番手で救援登板・完了、1回無失点
- 初勝利：2022年5月17日、対北海道日本ハムファイターズ9回戦（ほっともっとフィールド神戸）、7回表に4番手で救援登板、1回無失点

### 背番号
- 46（2018年、2020年 - ）
- 124（2019年 - 同年7月24日）
- 96（2019年7月25日 - 同年終了）